# Ero cambridgei
Ero cambridgei là một loài nhện trong họ Mimetidae.